# Katzelsdorf
Katzelsdorf osztrák község Alsó-Ausztria Bécsújhelyvidéki járásában. 2020 januárjában 3210 lakosa volt. 

## Elhelyezkedése

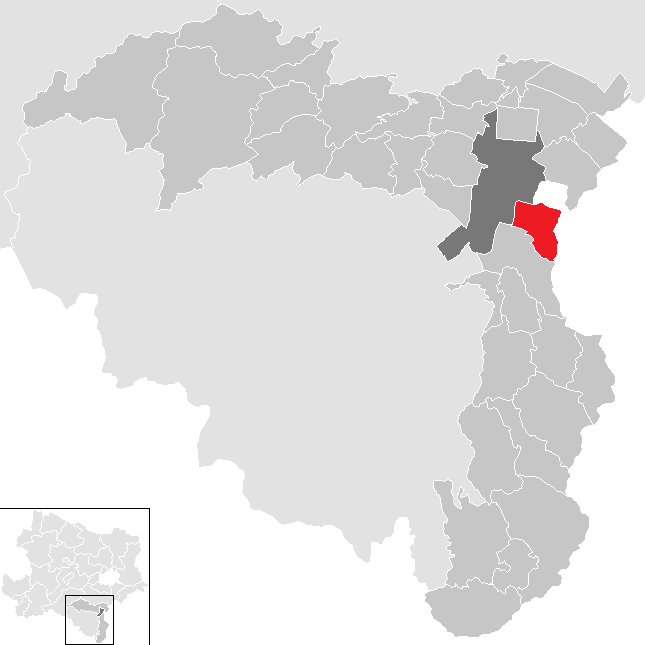
Katzelsdorf a Bécsújhelyvidéki járásban

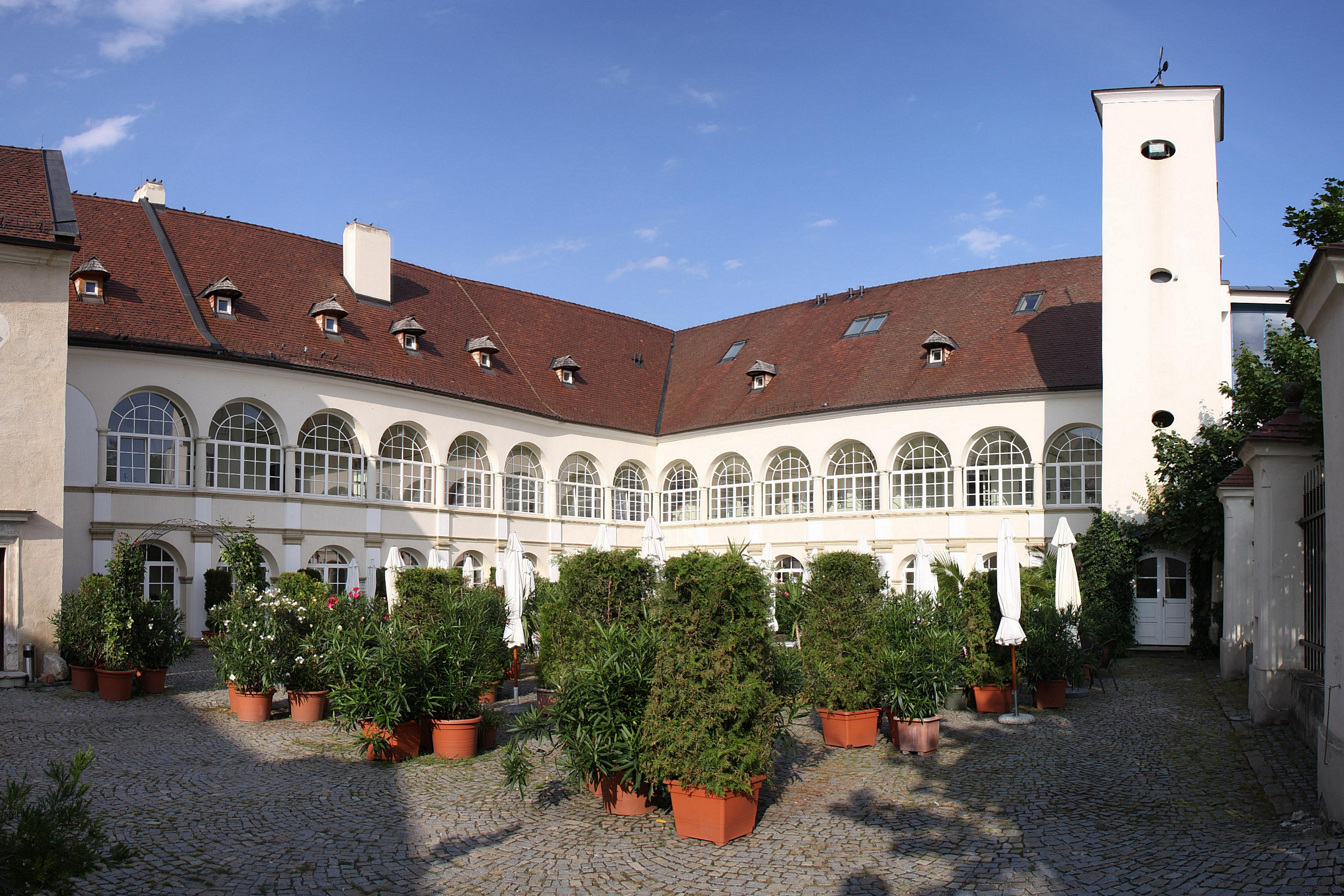
A katzelsdorfi kastély

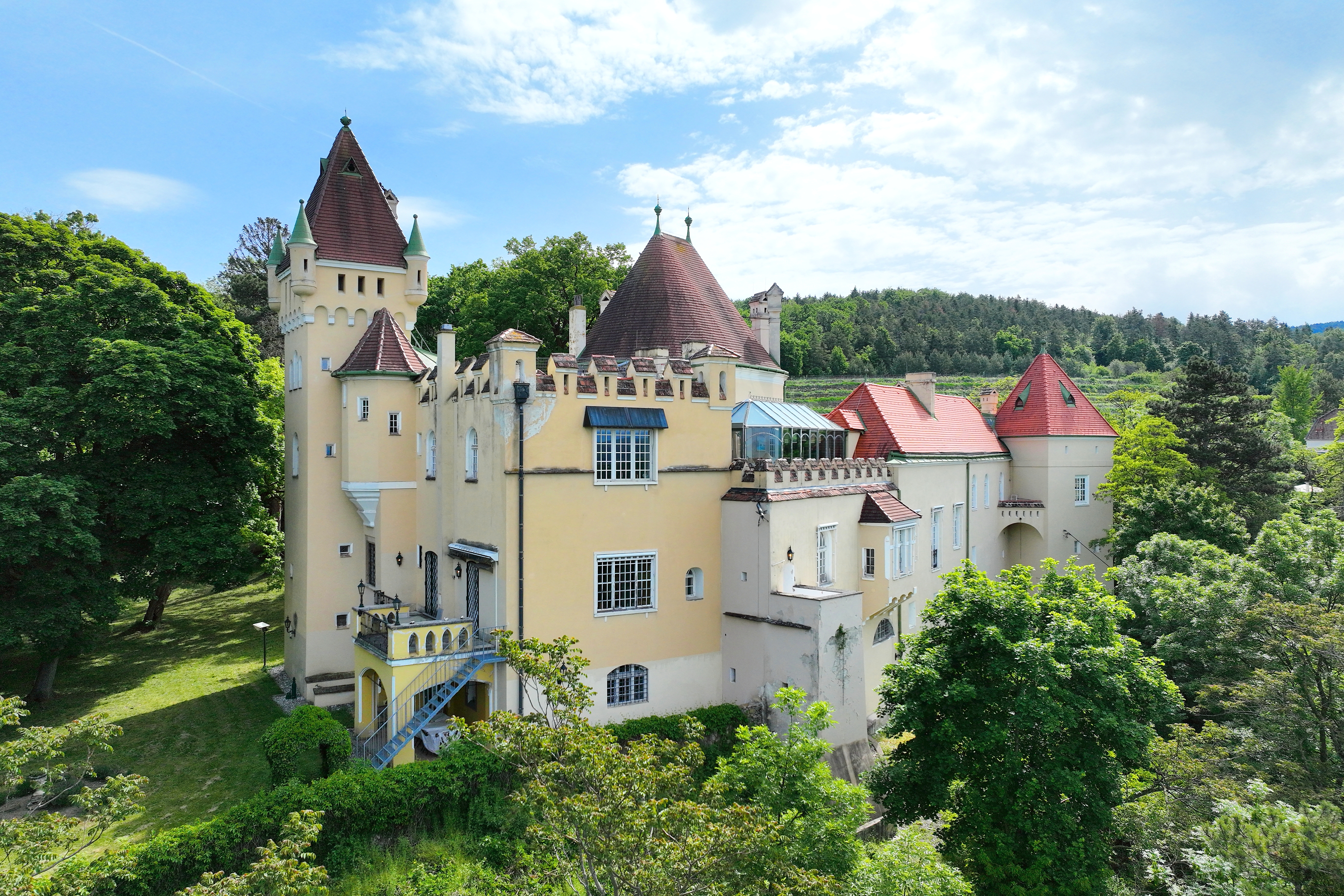
Az eichbüchli vár

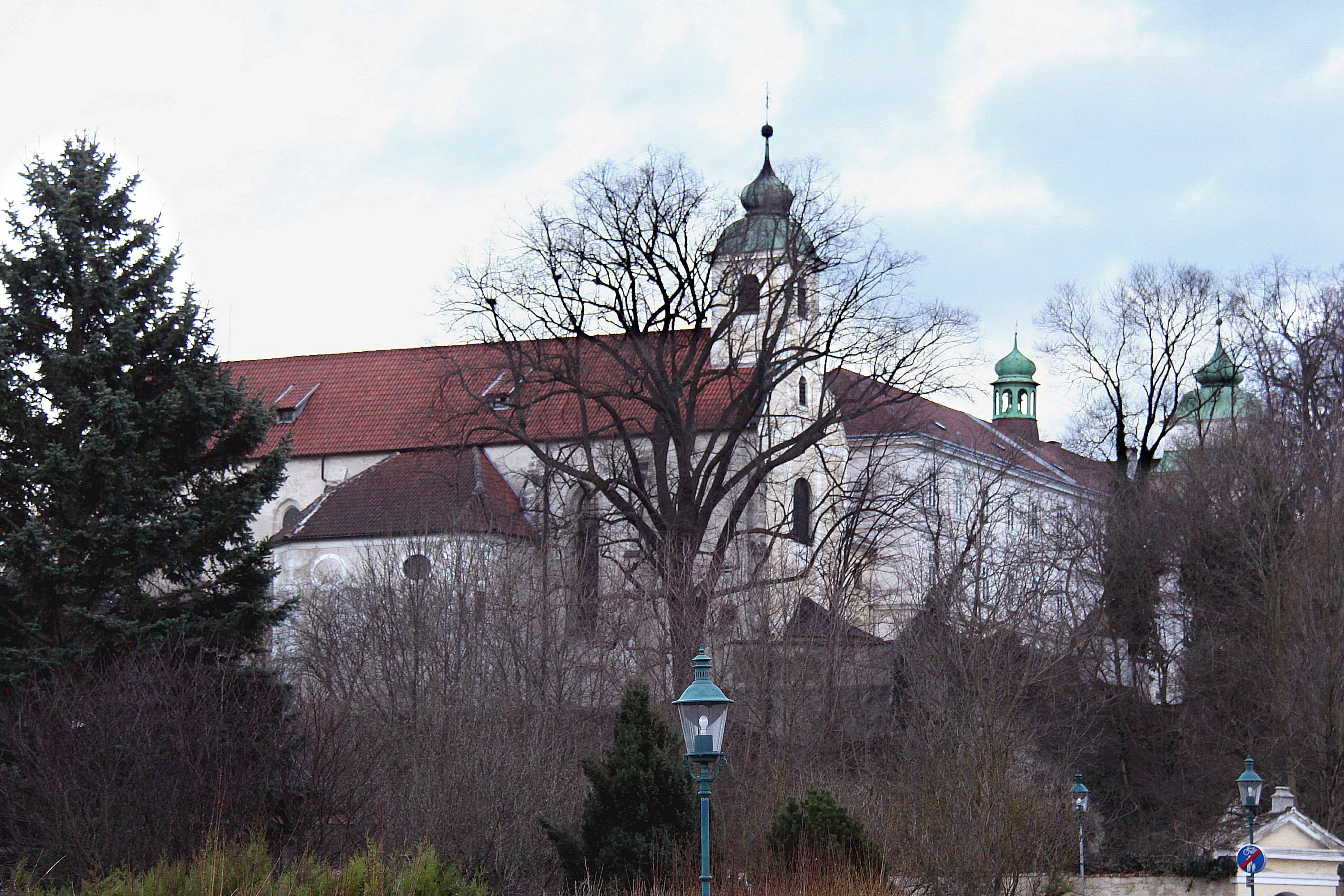
A Szt. Radegund-templom és a redemptorista kolostor

Katzelsdorf a tartomány Industrieviertel régiójában fekszik a Rozália-hegység és a Bucklige Welt dombságai, valamint a Steinfeld-síkság között, a Lajta folyó mentén. Területének 47,2%-a erdő, 33,9% áll mezőgazdasági művelés alatt. Az önkormányzat két településrészt és falut egyesít: Eichbüchl (146 lakos 2020-ban)
és Katzelsdorf (3064 lakos).
A környező önkormányzatok: délnyugatra Lanzenkirchen, északnyugatra Bécsújhely, északra Lajtaszentmiklós, keletre Pecsenyéd, délkeletre Rétfalu (utóbbi három Burgenlandban).

## Története
A Lajta közelében a régészek egy vaskori nekropoliszt, egy halomsírcsoportot tártak fel. Közülük egy a prekelta hallstatti kultúrához, kettő (közülük az egyik egy karddal és lándzsával felfegyverzett férfi, akinek koponyáján háromszori trepanáció látszik) a későbbi La Tène-kultúrához köthető, öt pedig a korai római korból való. Ezen kívül több római kori síremlék, urnasír is található a környéken. 
Katzelsdorfot először 1183-ban említik, neve feltehetően a Chazilo vagy Chezilin személynévből ered. A katzelsdorfi vár a 12. században épült. A 17. században akkori tulajdonosa, Wolf Mathias von Königsberg kastéllyá építette át, ekkor nyerte el mai külsejét. Az eichbühli vár a 14. században épült. 1945-ben Karl Renner itt kiáltotta ki először a köztársaságot. A 15. században a ferencesek alapították a katzelsdorfi kolostort, amely 1857-ben a redemptorista rendhez került, akik iskolát rendeztek be az épületben. 
A települést a századok során többször kifosztották. 1463-ban Jörg von Vöttau zsoldosvezér, 1487-ben a magyarok, 1532-ben és 1683-ban pedig a törökök.
1848-ban felszámolták a feudális birtokrendszert és megalakult Katzelsdorf községi önkormányzata. 1888-ban hozzácsatolták Eichbüchlt. A második világháború során a katzelsdorfi kastélynál rendezték be a keleti front központi lókórházát. A Birodalmi munkaszolgálat is alapított egy munkatábort a redemptorista kolostor közelében. A szomszédos Bécsújhely bombázásakor a községre is dobtak bombákat a szövetségesek.  
1971-ben Edwin Lipburger művész egy gömb alakú házban kikiáltotta a Kugelmugel köztársaságot. Lipburgert letartóztatták és 10 hét börtönre ítélték. A gömbház ma a bécsi Práterben látható. 

## Lakosság
A katzelsdorfi önkormányzat területén 2020 januárjában 3210 fő élt. A lakosságszám 1951 óta intenzíven gyarapszik, azóta közel háromszorosára nőtt. 2018-ban az ittlakók 95,1%-a volt osztrák állampolgár; a külföldiek közül 2% a régi (2004 előtti), 2,4% az új EU-tagállamokból érkezett. 2001-ben a lakosok 78,9%-a római katolikusnak, 4,7% evangélikusnak, 12,7% pedig felekezeten kívülinek vallotta magát. Ugyanekkor 24 magyar élt a községben.  
A népesség változása:

| 2016 | 3 244 |
| 2018 | 3 257 |

## Látnivalók
- a katzelsdorfi kastély
- az eichbühli vár
- a Szt. Radegund-plébániatemplom
- a Szt. Lőrinc-templom

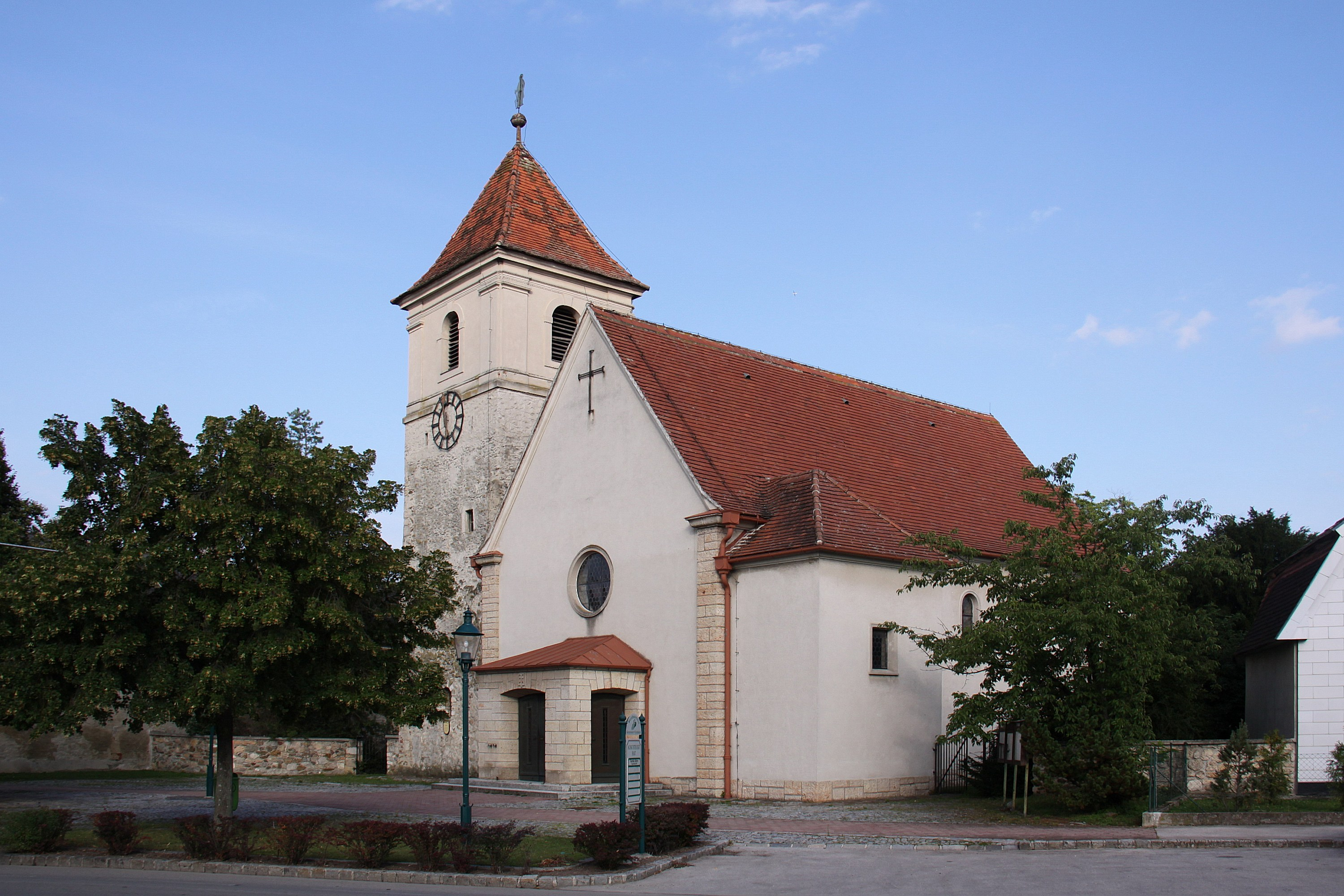
A Szt. Lőrinc-templom

- a volt redemptorista kolostor és kollégium
- az ólomkatona-múzeum

## Fordítás
- Ez a szócikk részben vagy egészben  a   Katzelsdorf című német Wikipédia-szócikk ezen változatának fordításán alapul.  Az eredeti cikk szerkesztőit annak laptörténete sorolja fel. Ez a jelzés csupán a megfogalmazás eredetét és a szerzői jogokat jelzi, nem szolgál a cikkben szereplő információk forrásmegjelöléseként.